# Kośmidry (Gołdap)
Kośmidry (deutsch Kosmeden) ist ein Dorf in der polnischen Woiwodschaft Ermland-Masuren, das zur Stadt- und Landgemeinde Gołdap (Goldap) im Kreis Gołdap gehört.

## Geographische Lage
Kośmidry liegt im Nordosten der Woiwodschaft Ermland-Masuren, vier Kilometer südwestlich der Kreisstadt Gołdap (Goldap).

## Geschichte
Der vor 1651 Kosmedien und nach 1818 Kosmehden genannte Ort wurde vor 1611 gegründet und entwickelte sich bis 1945 zu einem weit verstreut liegenden Dorf. 
Von 1874 bis 1945 war der Ort in den Amtsbezirk Skötschen (polnisch: Skocze) eingegliedert, der – 1939 in „Amtsbezirk Grönfleet“ umbenannt – zum Kreis Goldap im Regierungsbezirk Gumbinnen der preußischen Provinz Ostpreußen gehörte.
Im Jahr 1910 belief sich die Einwohnerzahl Kosmedens auf 264. Sie verringerte sich bis 1933 auf 248 und betrug 1939 noch 208.
In Kriegsfolge kam Kosmeden 1945 mit dem südlichen Ostpreußen zu Polen und erhielt die polnische Bezeichnung „Kośmidry“. Heute ist das Dorf Sitz eines Schulzenamtes (polnisch: Sołectwo) und gehört zum Verbund der Stadt- und Landgemeinde Gołdap im Powiat Gołdapski, bis 1998 der Woiwodschaft Suwałki, seither der Woiwodschaft Ermland-Masuren zugehörig.

## Religionen
Mit seiner fast ausnahmslos evangelischen Bevölkerung war Kosmeden vor 1945 in das Kirchspiel der Neuen Kirche in Goldap eingepfarrt und somit Teil des Kirchenkreises Goldap in der Kirchenprovinz Ostpreußen der Kirche der Altpreußischen Union. Auch katholischerseits stand die Pfarrkirche in Goldap. Sie gehörte zum Bistum Ermland.
Seit 1945 ist die Einwohnerschaft Kośmidrys katholisch geprägt. Pfarrzentrum ist weiterhin Gołdap, heute im Dekanat Gołdap im Bistum Ełk (Lyck) der Katholischen Kirche in Polen gelegen. Auch die evangelischen Kirchenglieder sind nach Gołdap orientiert, dessen Kirchengemeinde jetzt eine Filialgemeinde der Pfarrei in Suwałki in der Diözese Masuren der Evangelisch-Augsburgischen Kirche in Polen ist.

## Verkehr
Kośmidry am Stadtrand von Gołdap gelegen ist auf einer Nebenstraße zu erreichen, die von Gołdap parallel zur Goldap (polnisch: Gołdapa) über Skocze (Skötschen, 1938 bis 1945 Grönfleet) nach Rożyńsk Mały (Klein Rosinsko, 1938 bis 1945 Bergershof) führt. 
Bis 1993 war die Stadt Gołdap Bahnstation an der Bahnstrecke Ełk–Tschernjachowsk (Lyck–Insterburg), auf der der Personenverkehr eingestellt worden ist und nur noch sporadisch Güterverkehr erfolgt.